# Универзитет Лестер
Универзитет Лестер (енгл. The University of Leicester) налази у Лестеру у Уједињеном Краљевству, са око двадесет хиљада регистрованих студената од којих је десет хиљада на самом универзитету, и седам хиљада студира на даљину путем интернета. Седиште Универзитета је око једне миље од центра града, близу Викторијиног парка и Колеџа Елизабете I.

## Историја
Универзитет је основан као Лестершир и Рутланд Колеџ 1918. Земљиште на коме је касније изграђен универзитет је дато на поклон од стране локалног произвођача текстила, Томаса Филдинг Џонсона, како би се саградио живи споменик за оне који су изгубили животе током Првог светског рата. Ова идеја је постала главни мото универзитета „Ut Vitam Habeant“ - „Како би наставили живети“. Главна зграда, сада звана Филдинг Џонсон зграда, која је и административни центар универзитета, датира из 1837. и некад је носила назив Лајкестерширски и Рутландски Азил за ментално оболеле.
Први студенти су почели своје студије 1921. 1927. након промене назива у Универзитет Лестер, студенти су могли да полажу испите на овом месту иако су студирали на Универзитету у Лондону. 1957. Универзитет је добио право да сам додељује дипломе.
Универзитет је познат по свом истраживачком раду нарочито у областима биохемије и генетике. Генетичка идентификација (видети ДНК анализа) је развијена на Лестеру и такође има удела у развој свемирског истраживања. Најпознатији је рад у колаборацији са Опен Универзитетом на пројекту Бигл 2, сателице за спуштање на Марс.
Зграда факултета инжињеринга је прва значајна зграда коју је дизајнирао познати Британски архитекта Џејмс Стирлинг. Садржи сале и лабораторије на високом приземљу, и више спратове на којима су канцеларије и амфитеатри. Зграда је заврешена 1963. и позната је по начину по којем спољашњи облик зграде одражава функционалност унутрашњности.
1963. током првог приказивања познате Британске ТВ игре на срећу Универзитетски Изазов, Универзитет је однео победу. 

## Чињенице и бројке
Према подацима из годишњег извештаја 2003-2004:
- 10,261 студената
- 9,224 постдипломских студената (7,644 на магистарским студијама и докторатима, 1,487 научна истраживања)
- 10,201 сталних студената (8,622 из Велике Британије и ЕУ, 1,579 осталих)
- 24,6% наставног особља из области медицине и биологије
- 23,5% наставног особља из области друштвених наука
- 19,9% наставног особља из области уметности
- 17,6% наставног особља из области наука
- 10,1% наставног особља из области права
- 4,3% наставног особља из области школства
- 7,006 студената који студирају на другим универзитетима а припадају Лајкестер Универзитету

## Познати студенти
- Питер Аткинс, физички хемичар
- Малком Бредбури, писац
- Су Кук, ТВ лице
- Боб Мортимер, комичар
- сер Џон Стивенс, бивши начелник полиције
- сер Роб Јанг, Британски амбасадор у Индији